# 리스본 공방전

리스본 공방전은 1147년 7월 1일에서 10월 25일까지 벌어진 전투로 포르투갈이 리스본에 대하여 지배권을 결정적으로 확립하고 리스본의 무어인 지배자들을 물리친 사건이다. 리스본 공방전은 제2차 십자군 운동에서 벌어진 기독교 군세의 결정적인 승리중 하나이다. 그리고 이 전투는 광범위하게 벌어진 레콩키스타(Reconquista)의 중요한 전투 중 하나이다.
1144년 에데사 함락은 1145년에서 1146년 교황 에우제니오 3세(Eugene III)로 하여금 새로운 십자군을 일으키게 하였다. 1147년 봄, 교황은 이베리아반도에서 새로운 십자군을 공인하였다. 또 교황 에우제니오 3세는 레온의 알폰소 7세(Alfonso VII of León)가 무어인에 대한 전역에 대하여 다른 제2차 십자군 부대와 같은 권위를 부여하였다. 1147년 5월, 십자군 부대가 잉글랜드의 다트머스(Dartmouth)를 출발하여 성지로 향했다. 악천후로 인하여 다트머스에서 출항한 십자군은 1147년 7월 16일 포르투갈 해안 북안에 있는 포르투(Porto)에 정박하여 이도저도 못하는 상태에 빠졌다. 여기서 이들은 포르투갈 국왕 알폰소 1세(Afonso I of Portugal)를 만났다.
십자군은 포르투갈 왕실을 도와 리스본을 공격하는 데 동의했다. 그리고 왕가와 십자군 사이에 엄숙한 협정이 맺어져서 도시의 물자에 대한 약탈권과 전투후에 잡은 포로들에 대한 배상금을 십자군에게 주기로 하였다. 공성전은 7월 1일 벌어져 4달간 계속되었고, 무어인 지배자들은 10월 24일 굶주림으로 인해 항복하기로 했다. 십자군의 대부분은 새롭게 정복한 도시에 정착하였으나, 일부는 출항하여 성지로 향한 여정을 계속했다. 1255년 리스본은 포르투갈 왕국의 수도가 되었다.

## 제2차 십자군
1144년의 에데사 함락은 교황 에우제니오 3세로 하여금 1145년과 1146년 새로운 십자군을 창설하게 하였다. 1147년 봄 교황은 무어인들이 수백 년간 지배해온 이베리아반도에 대한 십자군을 조직하였다. 1095년 제1차 십자군이 시작되었을 때 교황 우르반 2세(Urban II)는 자신들의 고향에 남아 예루살렘으로 향한 십자군의 전투 못지않게 중요한 전투를 벌이게 될 이베리아 십자군(포르투갈(Portuguese), 카스티야(Castilians), 레오네스(Leonese), 아라곤(Aragonese) 기타 등등)을 역설하였다. 에우제니오 3세는 마르세유(Marseille), 피사(Pisa), 제노바(Genoa)와 같은 지중해 도시들로 하여금 이베리아에서 싸울 것을 독촉했다. 그는 또 레온의 알폰소 7세의 무어인에 대한 전역에 대하여 다른 제2차 십자군 부대와 같은 권위를 부여하였다.
1147년 5월 19일 잉글랜드의 다트머스에서 플랑드르인(Flemish), 프리슬란드인(Frisian), 노르만인(Norman) 잉글랜드인(English), 스코틀랜드인(Scottish)와 쾰른에서 온 십자군 등, 스스로를 프랑크(Franks)족이라고 생각하는 부대가 출격하였다. 이 당시 영국은 대혼란기(The Anarchy)였기 때문에 어떤 왕이나 군주도 십자군에 참여하지 않았다. 함대는 서포크 총사령관 헨리 그란빌(Henry Glanville)이 맡았다. 다른 십자군 사령관들의 면면을 살펴보면, 아에스코트의 아놀드3세(Arnold III of Aerschot), 귀스텔레의 크리스티안(Christian of Ghistelles), 도버의 시몬(Simon of Dover), 런던의 앤드루(Andrew of London), 그리고 아르첼의 사헤르(Saher of Archelle)등이 있었다.

### 진로를 바꾼 성과
두이르이 오도(Odo of Deuil)에 따르면 164척의 함선이 성지를 향해 출발했으며, 그들이 이베리아반도 해안가에 도착했을 때 약 200척정도가 되었다고 한다. 악천후로 인해 함대는 1147년 7월 16일 북부 포르투갈 해안도시 포르투에 정박하였다. 그때 십자군들은 주교 피토에스의 페드로 2세(Pedro II Pitões)에게 설득되어 포르투갈의 국왕 알폰소(King Afonso of Portugal)를 만나게 되었다. 알폰소 국왕은 타거스 강(Tagus River)으로 진군하여 3월 산타레움(Santarém)을 점령함과 동시에 자신의 왕위를 인정받기 위해 교황과 교섭하고 있었다. 그는 십자군의 선봉대가 도착한 것을 알고는 이들과 만나기 위해 서둘러 움직였다.
통일된 지휘체계가 존재하지 않았던 다민족으로 구서오딘 십자군은 알폰소 왕을 돕는 데 동의하고, 약탈 물과 포로 등에 관한 권리를 확인하는 조약을 체결하였다. 도시에 대하여 "십자군들은 그들이 점령할 도시의 포로들의 배상금과 그 외 모든 것에 관하여, 이것들을 약탈하고, 파괴할 때까지 가질 수 있게 되었다. 그들이 원하는 만큼 약탈하고 빼앗은 다음, 도시를 나에게 돌려주면 된다."라고 알폰소 왕은 말하였다. 또 알폰소 왕은 십자군의 사령관들에게 정복한 영토를 장원으로 나눠주겠다고 약속하였다. 알폰소왕은 이렇게 십자군 내에서 자신을 옹호할 사람들의 힘을 확보했으며, 공성전에 참여한 이들과 이들의 후계자들에게 페디카타(pedicata)라 부린 포루투갈에서 교역을 할 경우 부과되는 상업적 세금을 면제해 주었다. 처음에 잉글랜드 십자군은 이러한 제안에 시큰둥하였지만, 헨리 그란빌은 이들을 리스본 공략에 참가하도록 설득하였다. 맹세의 담보로 인질들이 교환되었다.

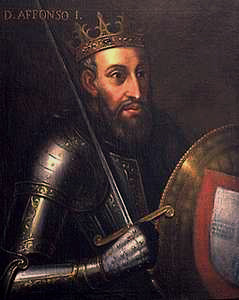
포르투갈의 알폰소 1세의 근세 초상화. 당대에는 등장하지 않고 몇백년 후에 등장할 플레이트메일을 입고 있다.

### 리스본 함락
공성전은 7월 1일 시작되었고, 기독교 군세는 비록 무슬림 방어자들이 기독교군의 공성기들을 파괴하였음에도 불구하고 순식간에 리스본 교외의 영토를 장악하고, 리스본 성격에 대한 공격을 가하였다. 4달의 공성전 후에 도시는 "신트라(Sintra), 알마다(Almada), 그리고 파르멜라(Palmela)의 지도격인 시민들"뿐만 아니라 산타레움(Santarém)의 난민들까지 받아들인 상태로 인구에 비해 식량이 부족해 굶주림이 만연해졌고, 도시를 지배하던 무어인들은 항복할 수밖에 없었다.(10월 21일) 영국과 노르만의 연대기에 따르면, "플랑드르인들과 쾰른사람들"이 일으킨 잠깐 동안 일어난 폭동을 진정시킨 후에 기독교 정복자들은 10월 25일 입성할 수 있었다. 무어인들과 기독교인들은 공성전을 끝내면서 도시의 무슬림 수비병들과 주민들의 생명과 재산을 보장할 것을 제시한 협상을 맺었으나, 기독교 군세가 도시에 입성하자마자 약속은 깨지고 말았다.
에스푸그나티오네 릭스보네시(Expugnatione Lyxbonensi)에 따르면
| “ | 적들은 도시에 대한 약탈을 끝낸 후에, 토요일에서 다음 주 수요일동안 3개의 성문을 통해 끊임없이 사라지기 시작했다. 이곳에는 전 히스파니아에서 몰려든 듯한 군중들로 가득차 있었다. | ” |

## 영향
십자군의 대부분은 새롭게 정복한 도시에 정착했고, 헤이스팅스의 길버트(Gilbert of Hastings)는 주교로 선출되었으나, 일부 십자군들은 성지로의 여정을 계속했다. 도시의 수비병들과 협정을 통해 도시를 점령했음에도 불구하고, 도시를 점령하는 기독교 군세를 돕기 위해 한 명으로 닫히는 성문을 열고 자신을 희생한 포르투갈의 용감한 전사이자 귀족 마르팀 모니즈(Martim Moniz)이야기와 같은 전설들이 생겨났다. 리스본은 1255년 포르투갈 왕국의 수도가 되었다. 이 승리는 포르투갈 역사의 전환점이 되었으며 1492년에 종결되는 레콩키스타 운동을 확대시켰다.

## 참조문헌
- Runciman, Steven (1952) A History of the Crusades, vol. II: The Kingdom of Jerusalem and the Frankish East, 1100–1187. Cambridge University Press.
- Brundage, James (1962) The Crusades: A Documentary History. Milwaukee, WI: Marquette University Press.
- Riley-Smith, Jonathan (1990). Atlas of the Crusades. New York: Facts on File.
- Phillips, Jonathan (2007). 《The Second Crusade: Extending the Frontiers of Christendom》. Yale University Press.

## 같이 보기
- Odo of Deuil. De profectione Ludovici VII in orientem. Edited and translated by Virginia Gingerick Berry. Columbia University Press, 1948.

- Kenneth Setton, ed. A History of the Crusades, vol. I. University of Pennsylvania Press, 1958.

- Osbernus De expugnatione Lyxbonensi or The Capture of Lisbon On-line excerpt, in English 보관됨 2007-04-04 - 웨이백 머신.